# Strasbourg IG
L'Strasbourg IG és un club de bàsquet francès de la ciutat d'Estrasburg fundat el 1928. En la temporada 2013-2014 va disputar la Lliga francesa de bàsquet i l'Eurolliga de bàsquet.

## Història
El 1928 Robert Heckmann funda l'Sportive d'Illkirch-Graffenstaden. L'èxit més gran del club es va assolir el 2005 amb el Campionat de França.

## Pavellons
L'Strasbourg IG disputa els seus partits com a local al pavelló Rhenus Sport, que té una capacitat per més de 6.000 espectadors.

## Plantilla temporada 2013-2014

Plantilla temporada 2013/2014
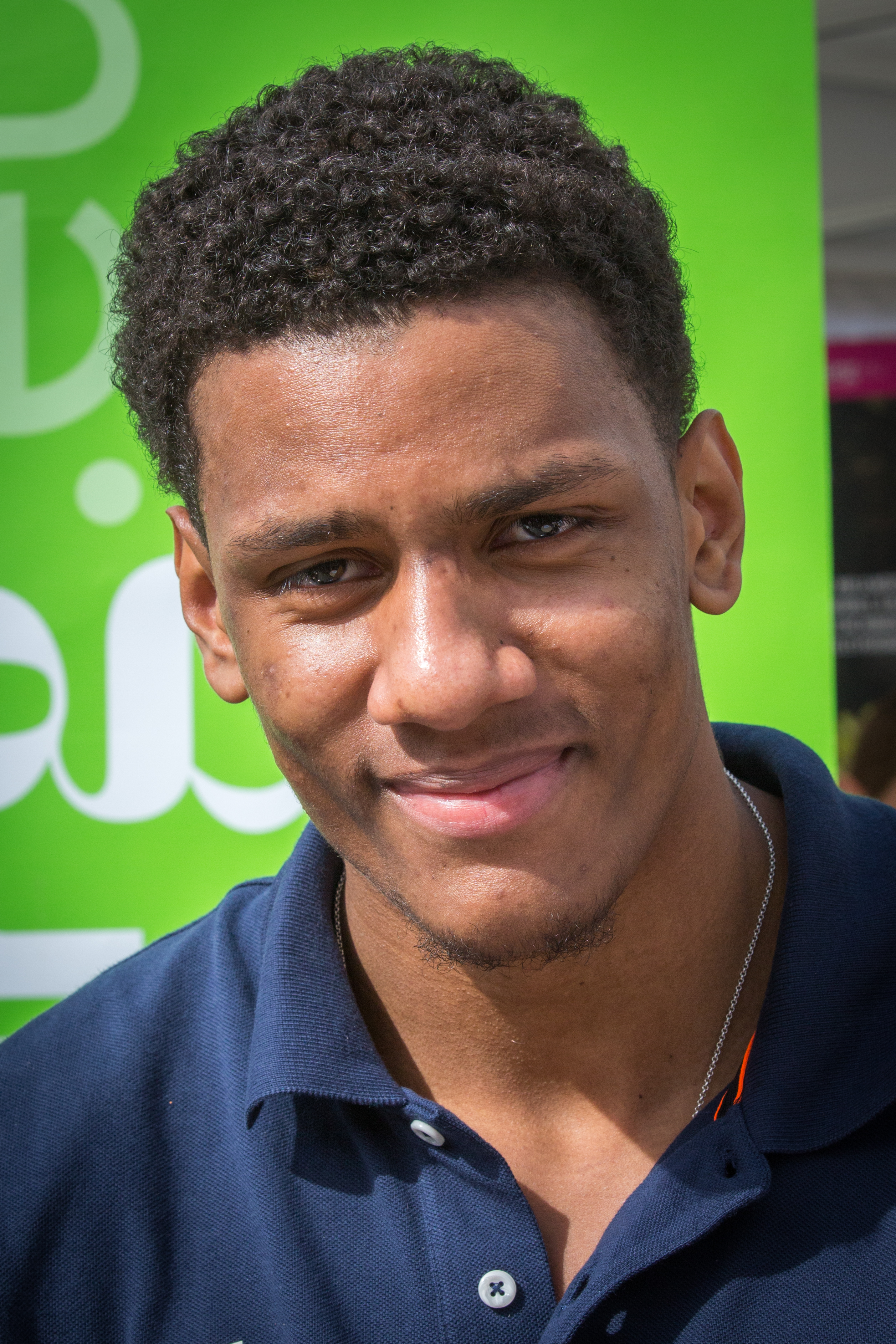
Axel Toupane (6)
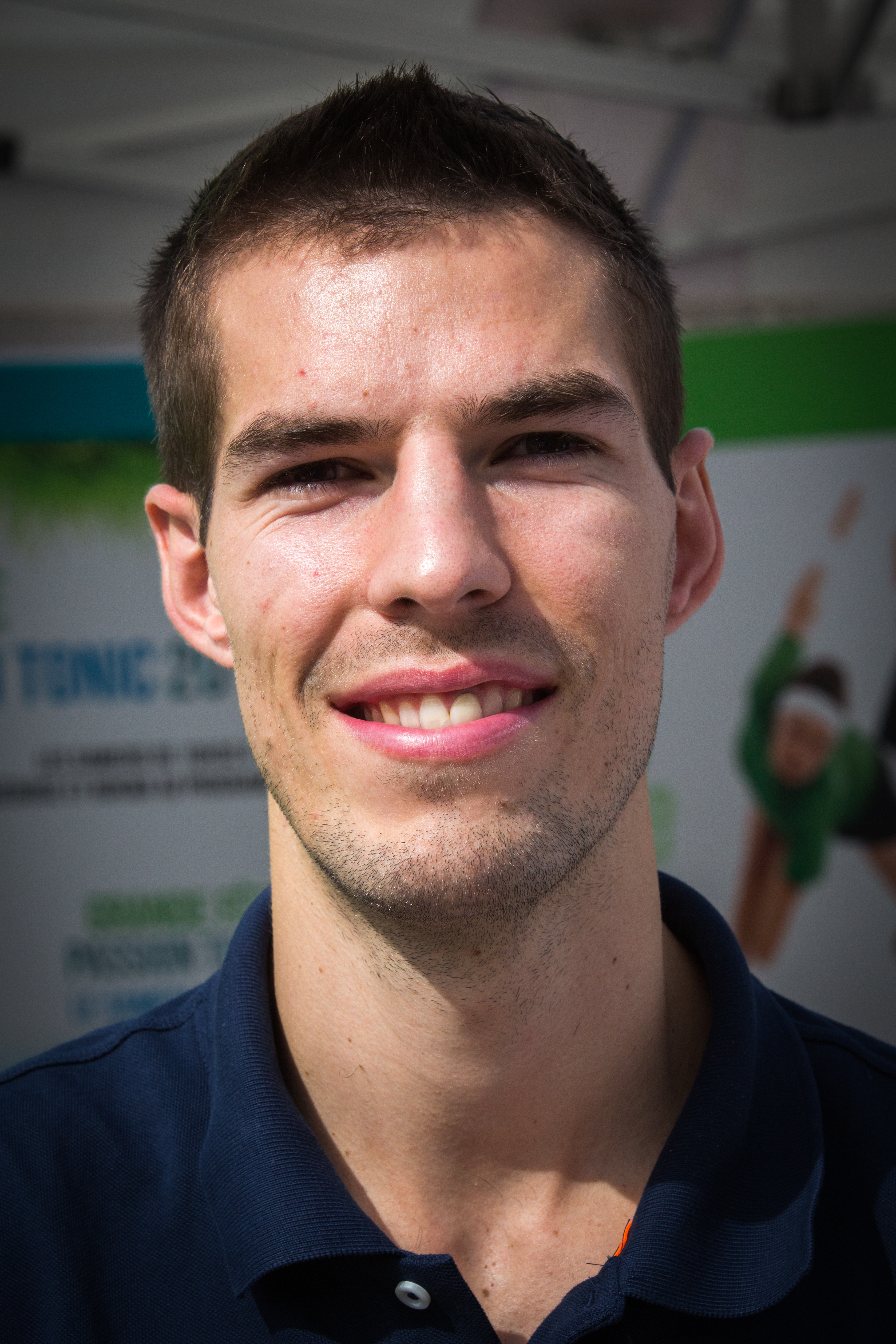
Jérémy Leloup (9)
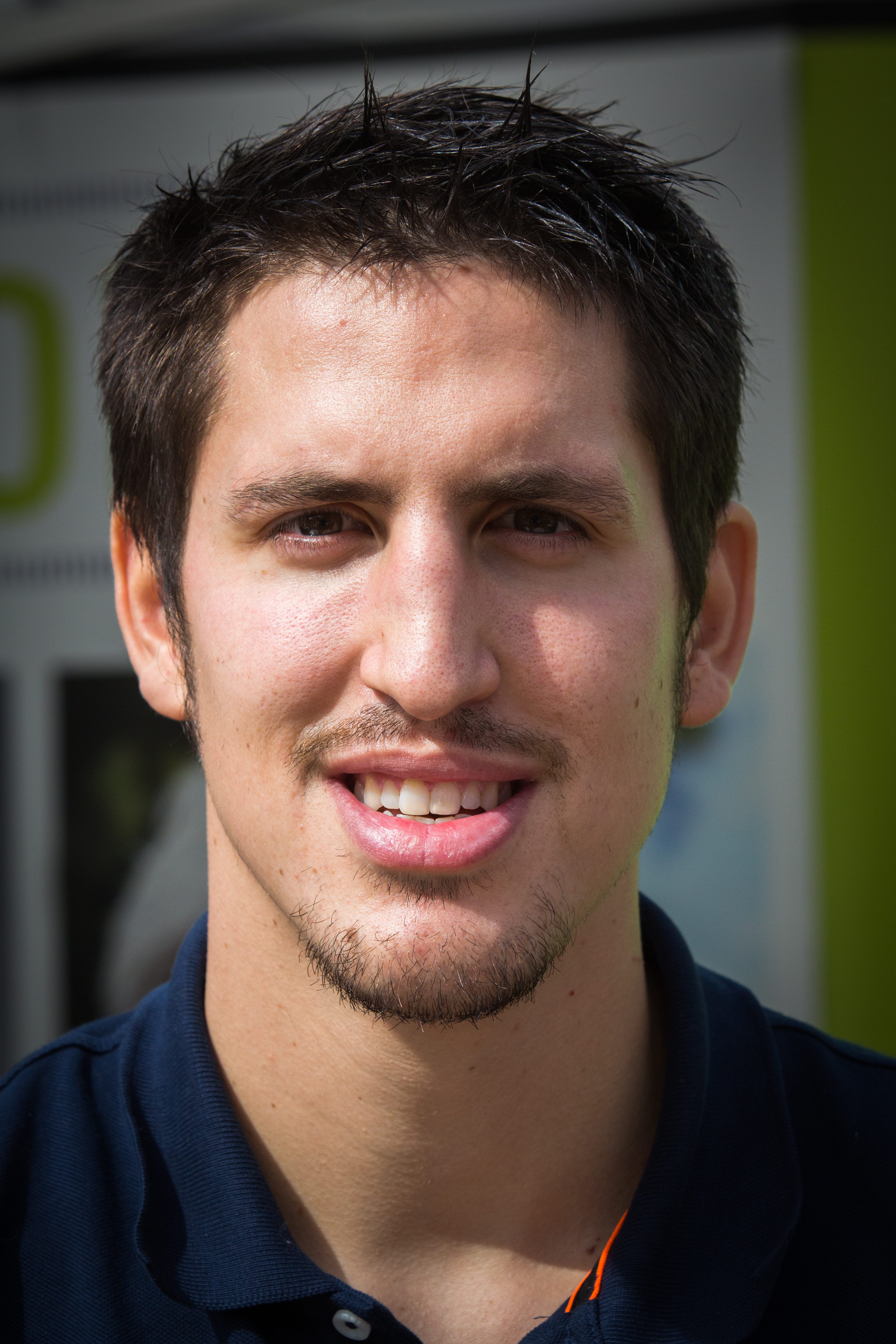
Paul Lacombe (10)
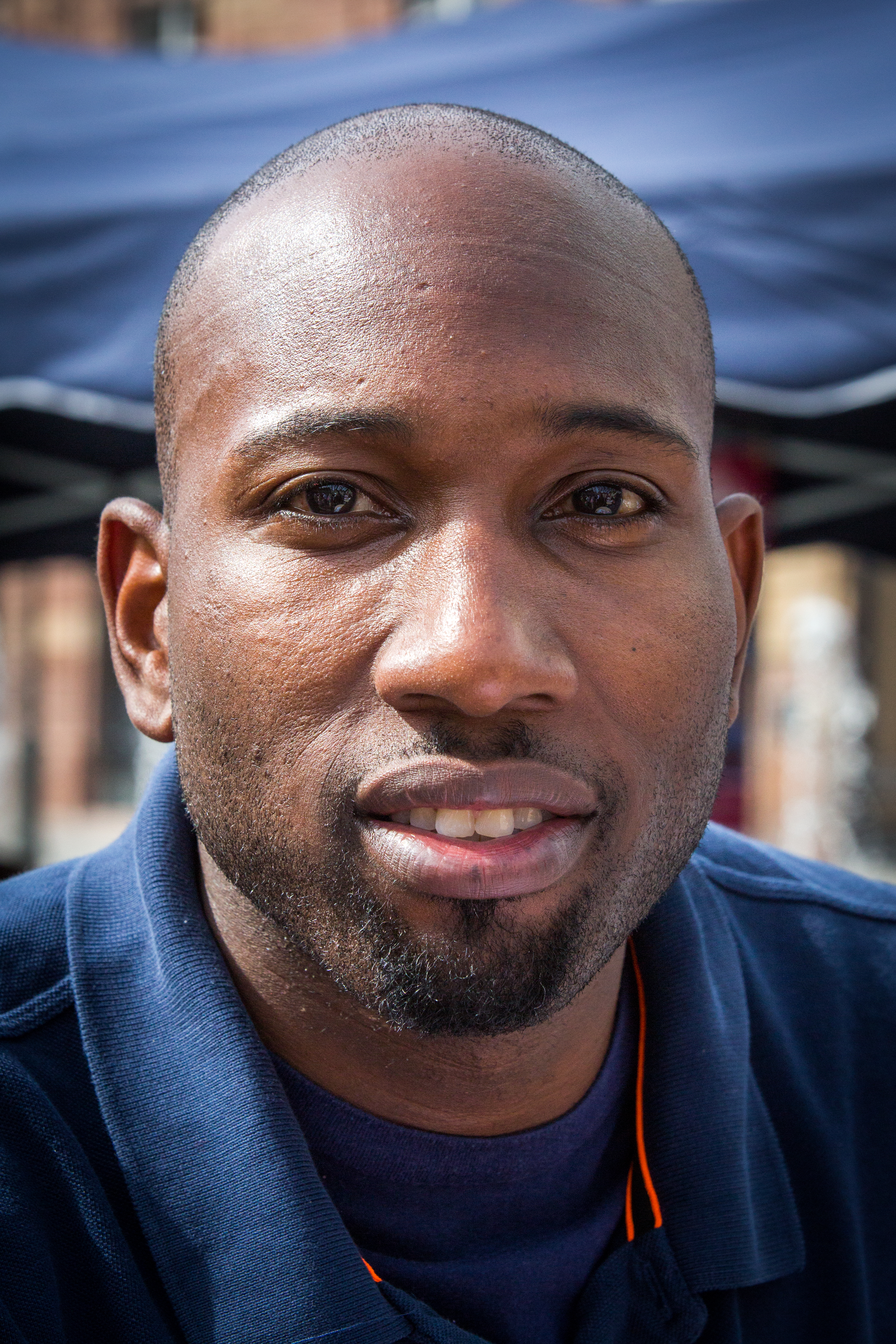
Louis Campbell (13)
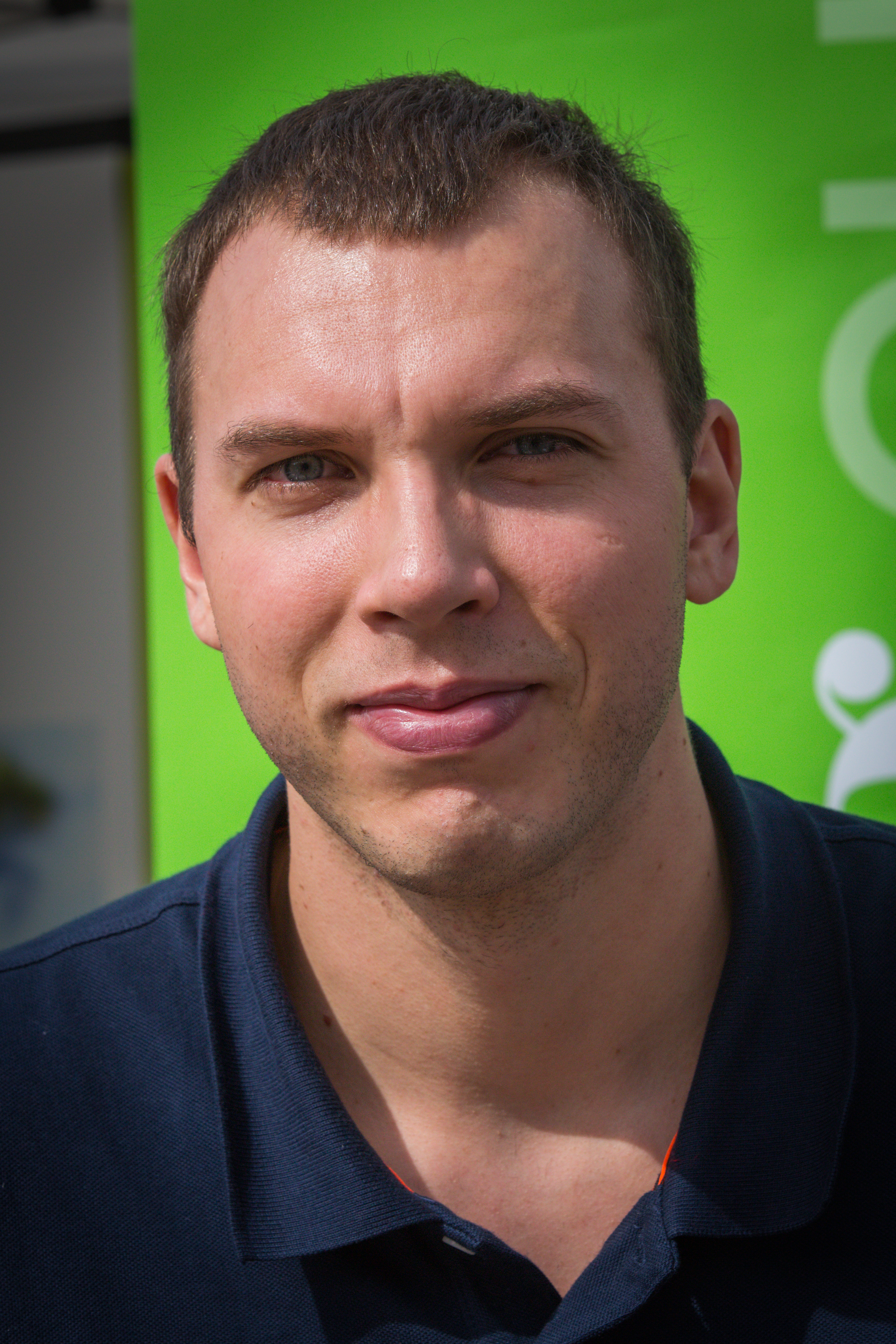
Romain Duport (15)
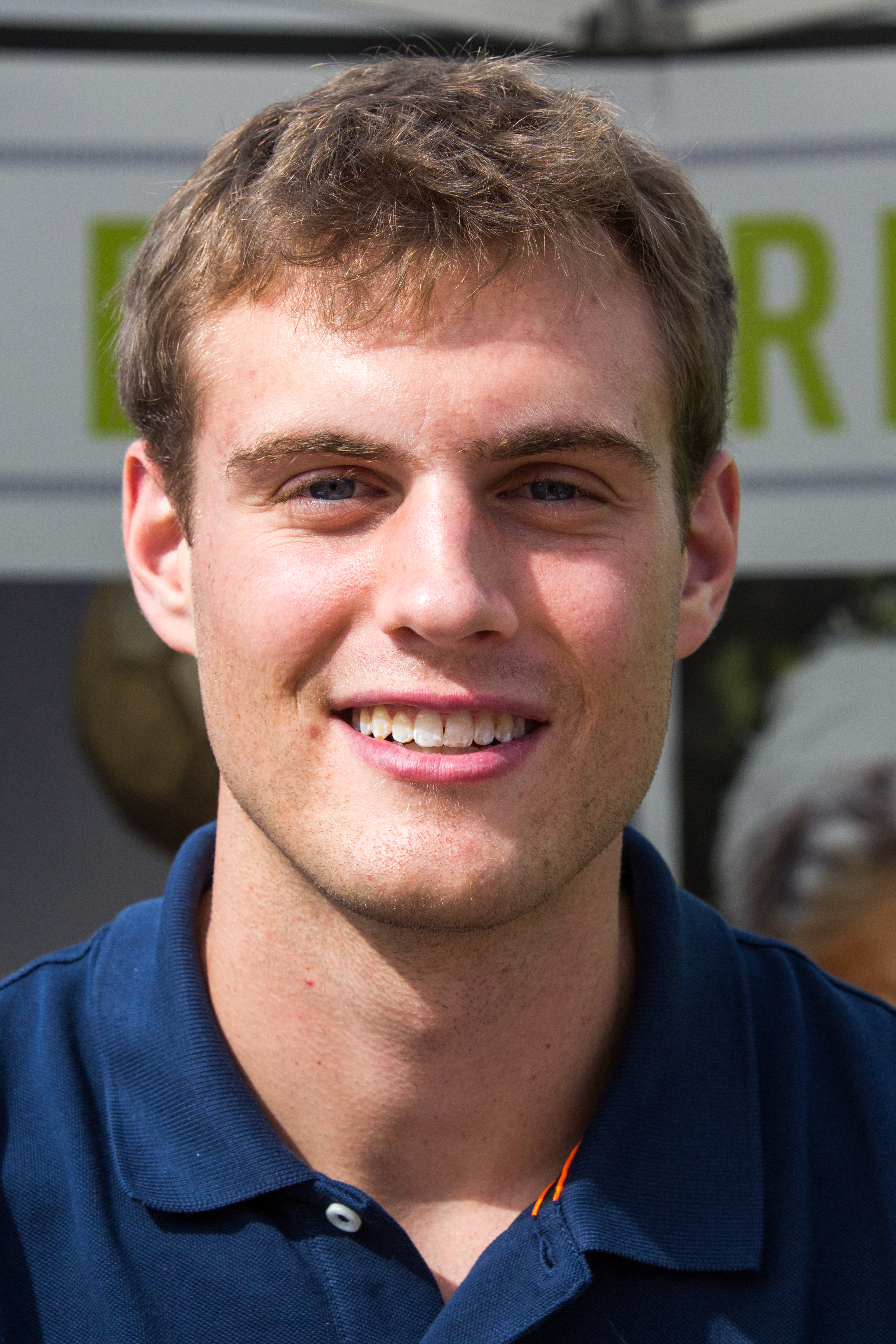
Tim Abromaitis (21)
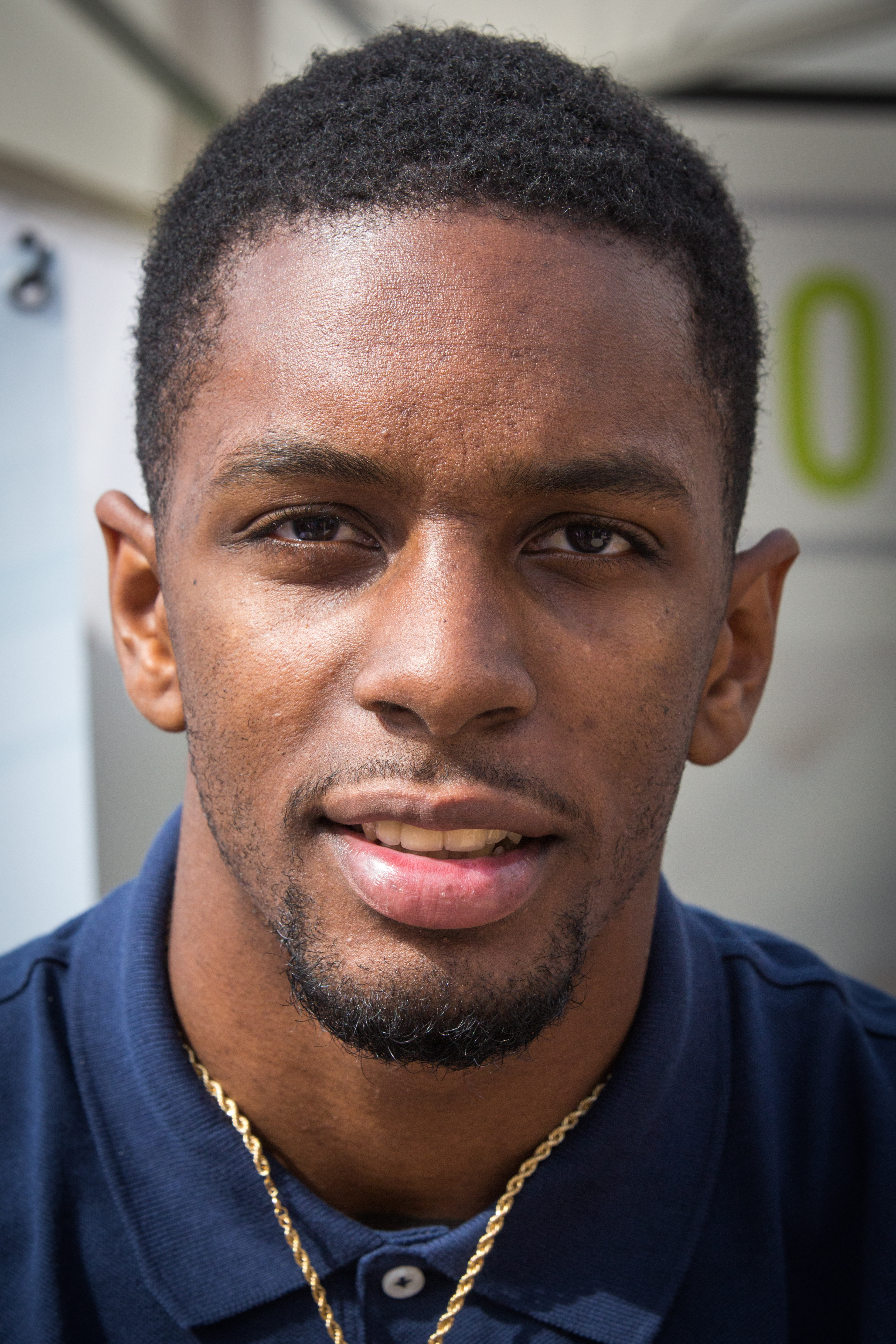
Kevin Murphy (55)
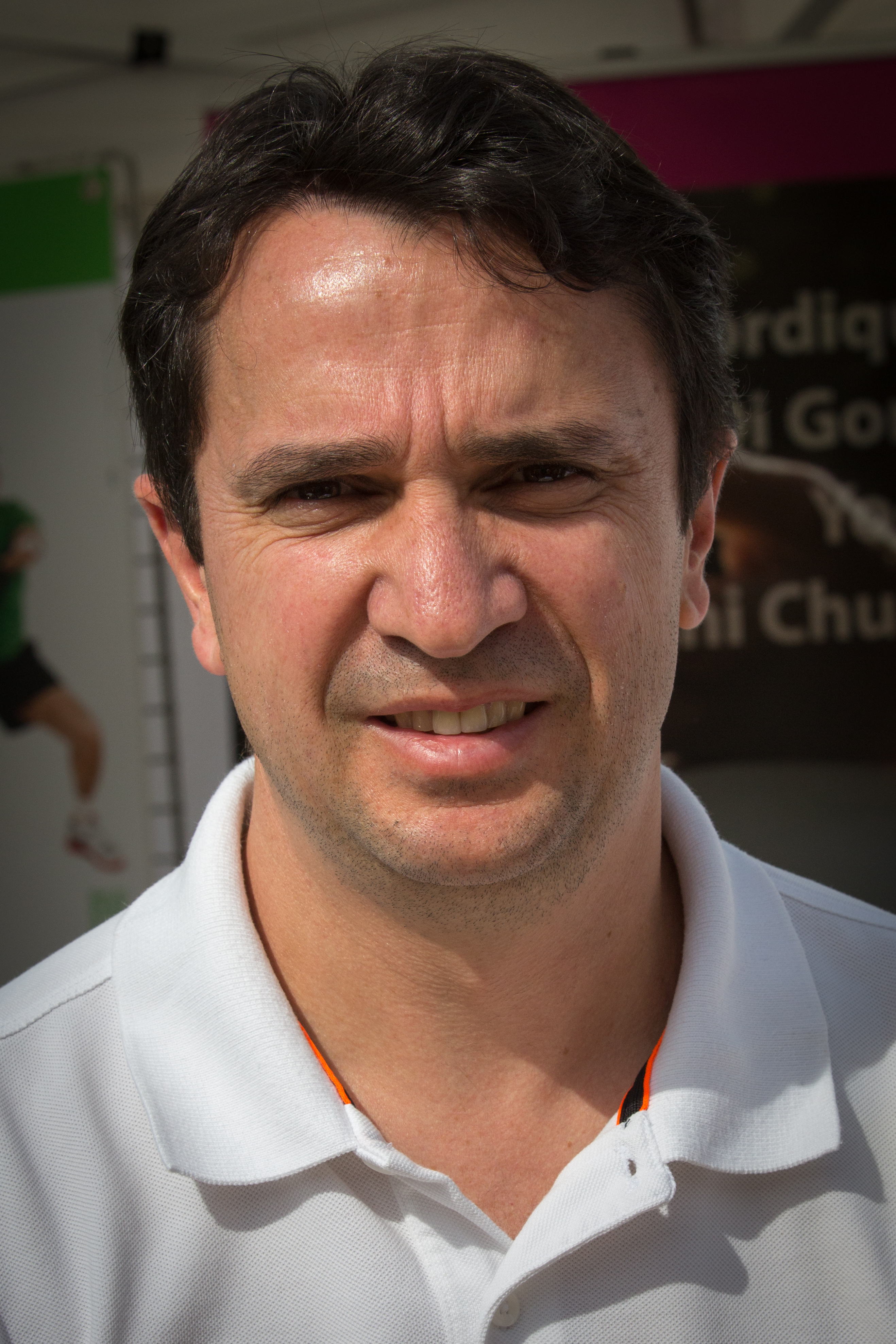
Pierre Tavano, entraîneur adjoint
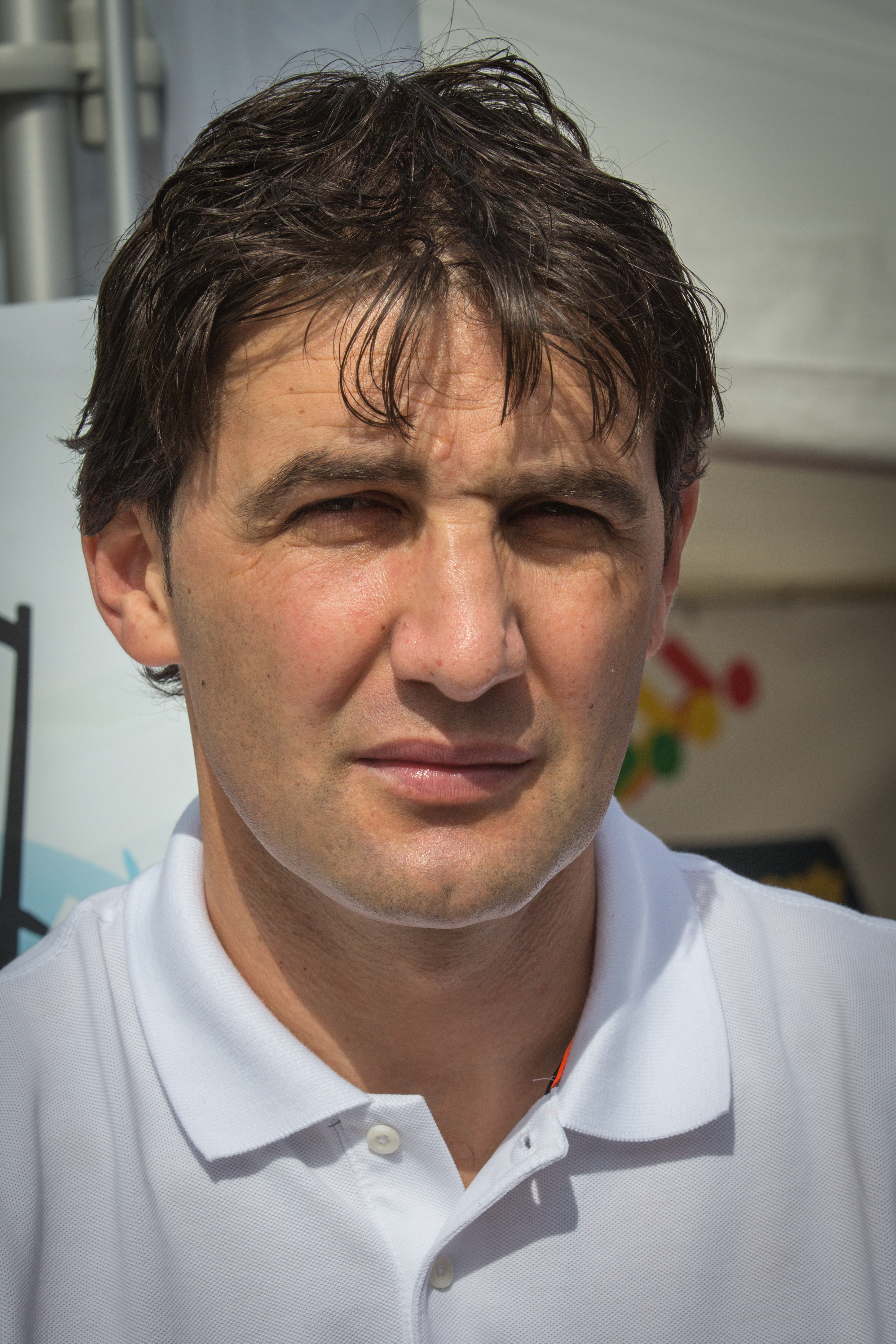
Nebojsa Bogavac, entraîneur adjoint